# Louis Meijer
Johan Hendrik Louis Meijer (Ámsterdam, 9 de marzo de 1809-Utrecht, 31 de marzo de 1866) fue un pintor, litógrafo, aguafuertista y dibujante romántico  holandés conocido por sus marinas.
Estudió con George Pieter Westenberg y  Jan Willem Pieneman, y fue maestro de Matthijs Maris;  vivió en Deventer, París y La Haya.

## Galería

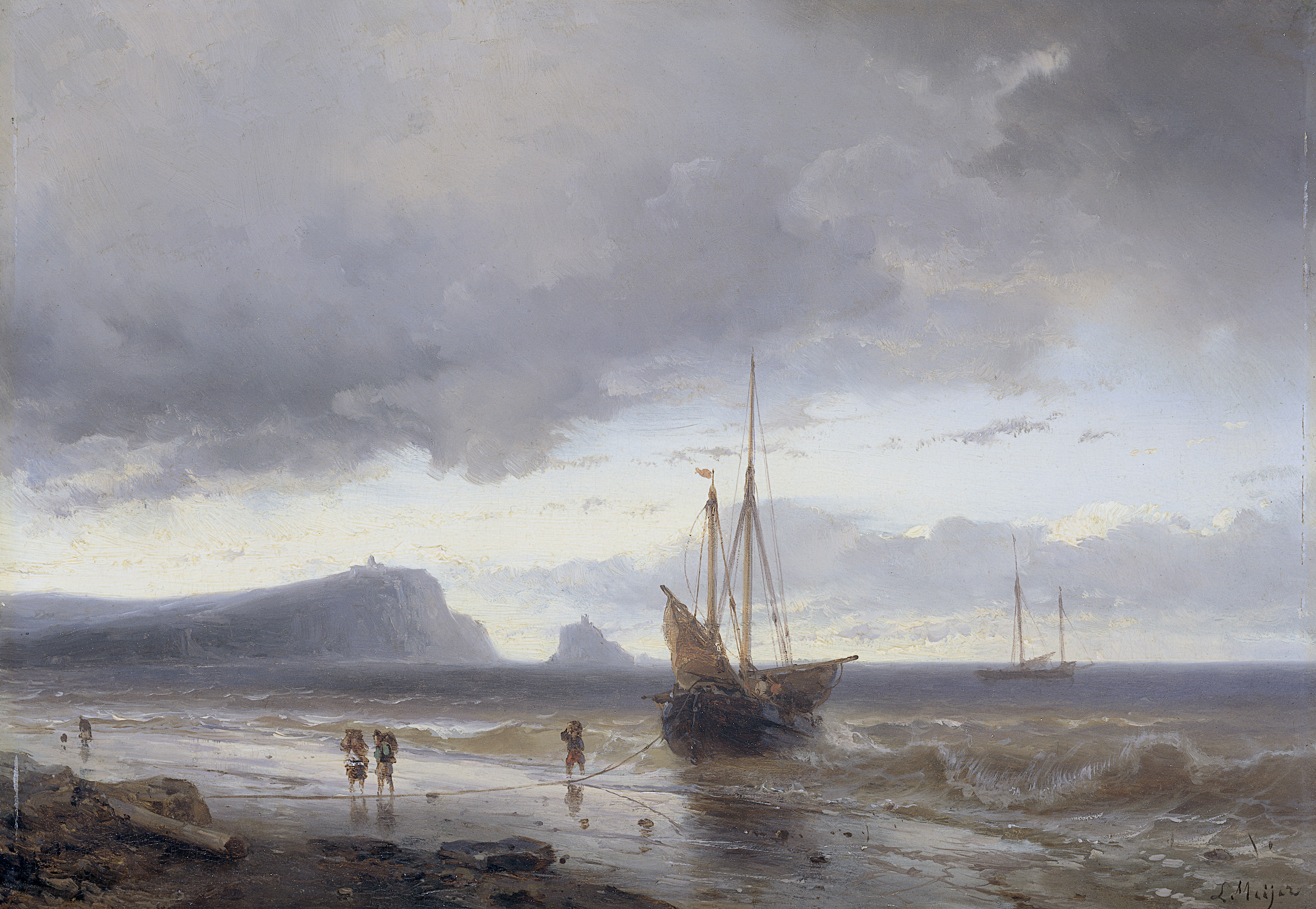
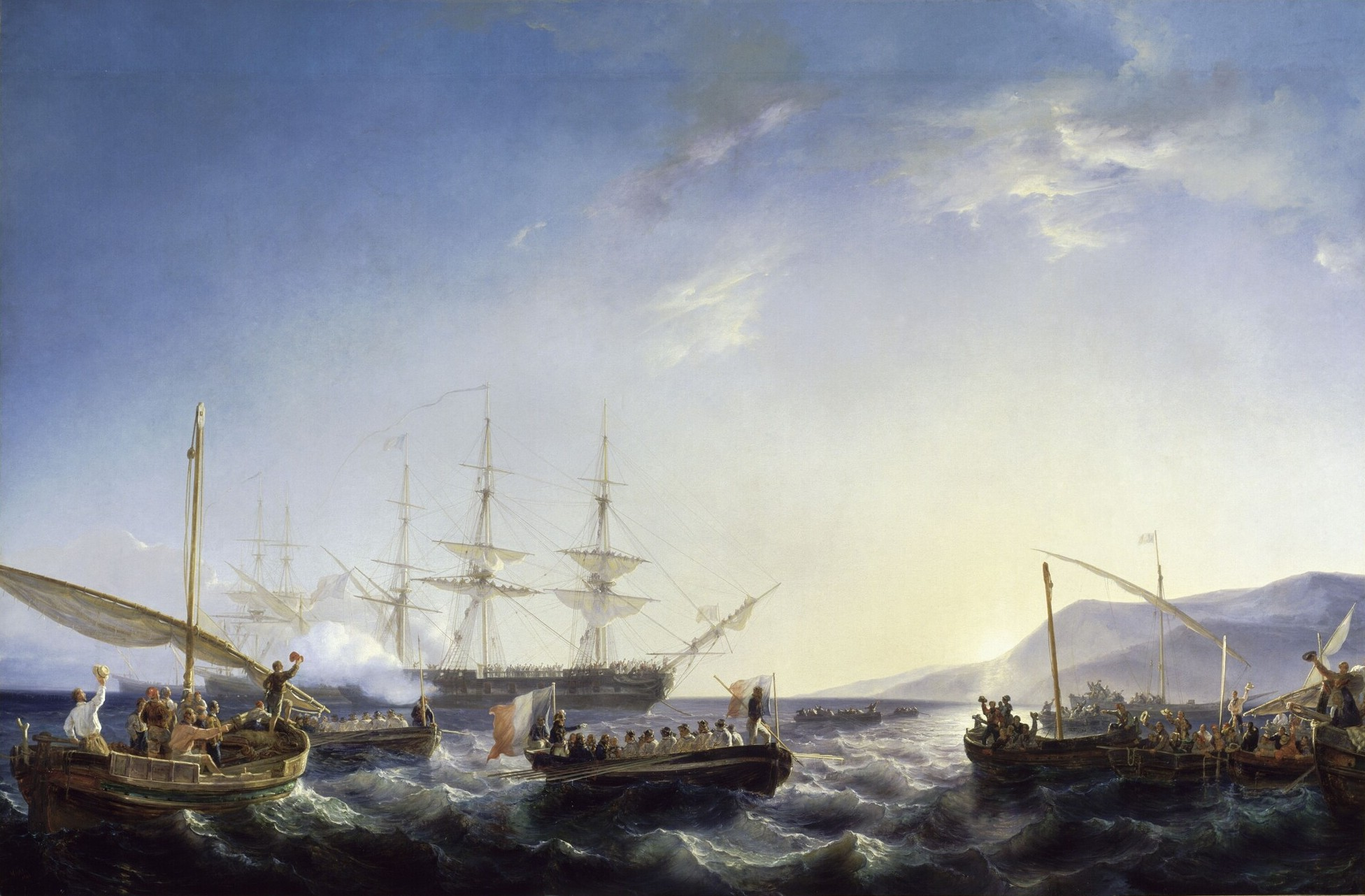
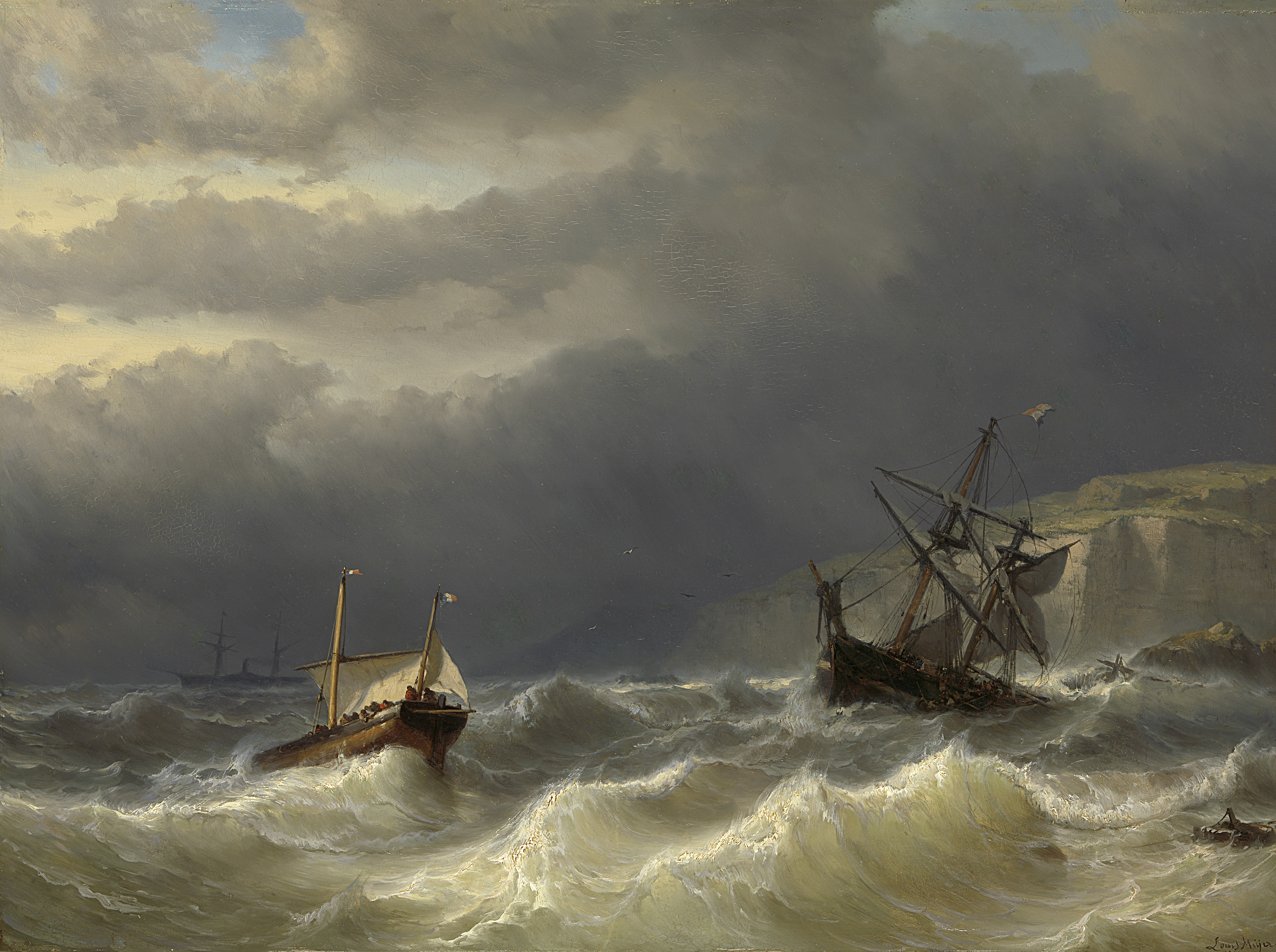
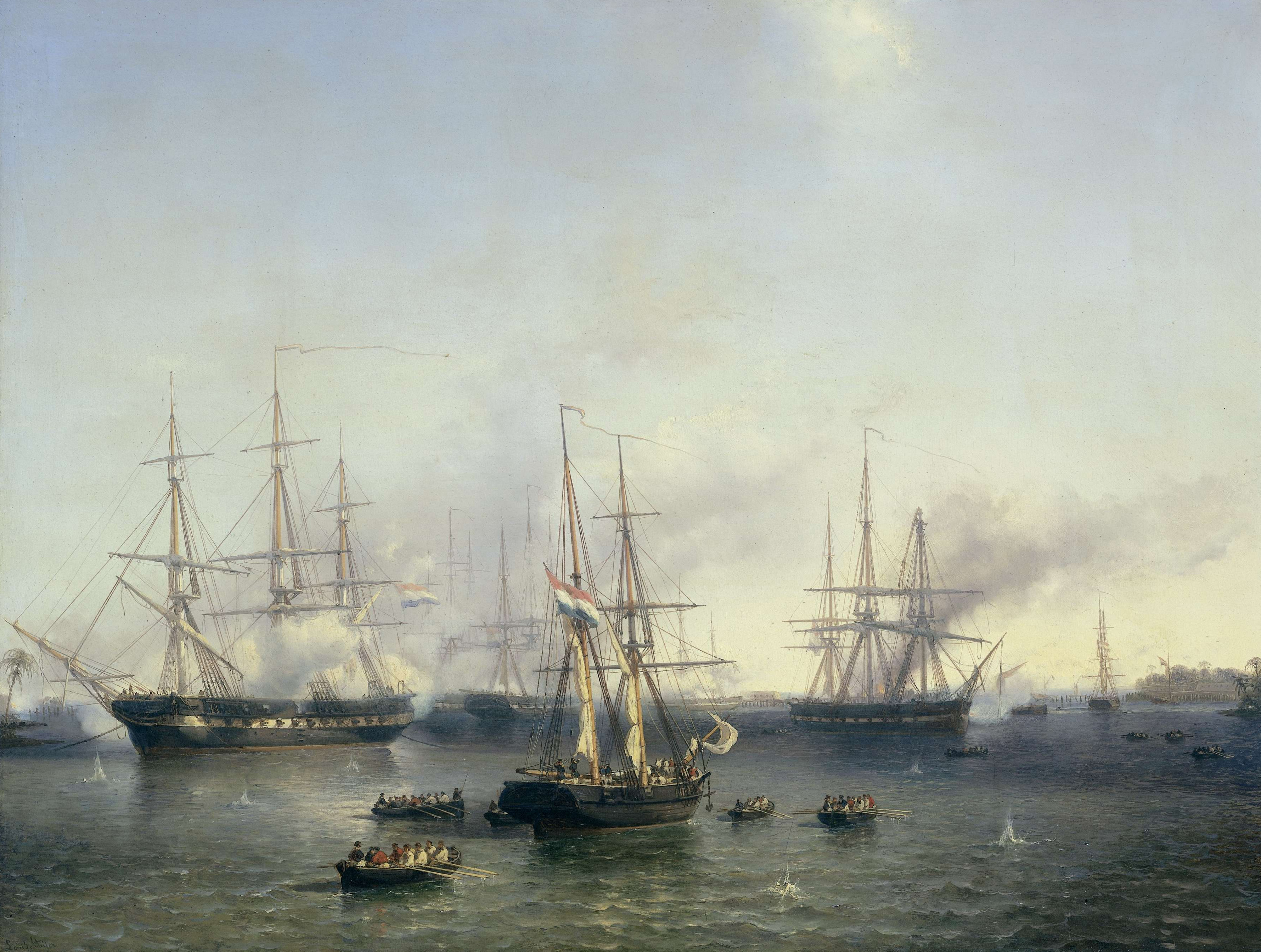